# 岩手大公牛
岩手大公牛（いわてビッグブルズ）是位於岩手的職業籃球隊。目前為B3聯賽的參賽隊伍。2015年7月，球隊宣布將參加2016年10月開始的新日本職業籃球聯賽第二級賽事。

## 球員

### 現役球員
- 藤江建典

- 千葉慎也
- 今井宏樹

- 鈴木友貴

- 永田晃司

### 重要球員
- 小野寺祥太
- 下山貴裕

## 總教練
- Vlaikidis Vlasios
- 冨山晋司
- 桶谷大
- 勝久傑弗里
- 上田康徳
- 岡田修
- 吉田優磨
- 永田晃司